# Ère Chōshō
L'ère Chōshō (長承) est une des ères du Japon (年号, nengō, lit. « nom de l'année »)  après l'ère Tenshō et avant l'ère Hōen. Cette ère couvre la période allant du mois d'août 1132 au mois de novembre 1135. L'empereur régnant est Sutoku-tennō (崇徳天皇).

## Changement d'ère
- 20 janvier 1132 Chōshō gannen (長承元年?) : Le nom de la nouvelle ère est créé pour marquer un événement ou une série d'événements. L'ère précédente se termine là où commence la nouvelle, en Tenshō 2, le 11e jour du 8e mois de 1132[3].

## Événements de l'ère Chōshō
- 1132 (Chōshō 1,1er mois) : Fujiwara no Tadasane reçoit un signe de la faveur de l'empereur[4].
- 1132 (Chōshō 1, 3e mois) : L'ancien empereur Toba décide de construire lui-même un palais et Taira no Tadamori est chargé de la responsabilité de la construction. Quand le bâtiment est terminé, Tadamori est récompensé en étant nommé gouverneur de l'île Tsushima. Tadamori est un descendant de l'empereur Kammu[4].
- 1132 (Chōshō 1, 3e mois) : Emperor Sutoku effectue un pèlerinage au mont Koya[4].
- 1er août 1133 (Chōshō 2, 29e jour du 6e mois) : L'ancien empereur Toba fait venir à la cour comme consort la fille de Fujiwara no Kanezane (la future Kaya-no In, 1095–1155)[5].
- 1133 (Chōshō 3, 19e jour du 3e mois) : La fille de Kanezane — la consort de Toba — est élevée à la position d'impératrice mais ne porte pas de fils impériaux[5].
- 1134 (Chōshō 3, 3e mois) : L'empereur visite le sanctuaire Kasuga-taisha[4].
- 1134 (Chōshō 3, 3e mois) : Sutoku visite le sanctuaire Hiyoshi Taisha[4].
- 1134 (Chōshō 3, 5e mois) : L'empereur visite le sanctuaire Iwashimizu Hachiman-gū[4].
- 1134 (Chōshō 3, 5e mois) : Sutoku visite les sanctuaires Kamo-jinja[4].

Cette ère  est connue comme ayant été une période de famine.
| Chōshō    | 1er  | 2e   | 3e   | 4e   |
| Grégorien | 1132 | 1133 | 1134 | 1135 |